# 홀리 밸런스
홀리 밸런스(Holly Valance, 1983년 5월 11일 ~ )는 오스트레일리아의 배우, 가수, 모델이다. 세르비아와 잉글랜드와 스페인 혈통을 갖고 있다.

## 음반 목록
- Footprints (2002)
- State of Mind (2003)